# Curiel de Duero
Pour les articles homonymes, voir Curiel.
Curiel de Duero (appelée Curiel jusqu'en 1991) est une commune de la province de Valladolid dans la communauté autonome de Castille-et-León en Espagne. Le village est situé dans la région naturelle de la vallée del Cuco (es).

## Économie
Cette localité est vinicole et fait partie de l'AOC Ribera del Duero.

## Sites et patrimoine

### Patrimoine religieux
- Église Santa Maria (es).
- Église San Martín.
- Chapelle del Santo Cristo.

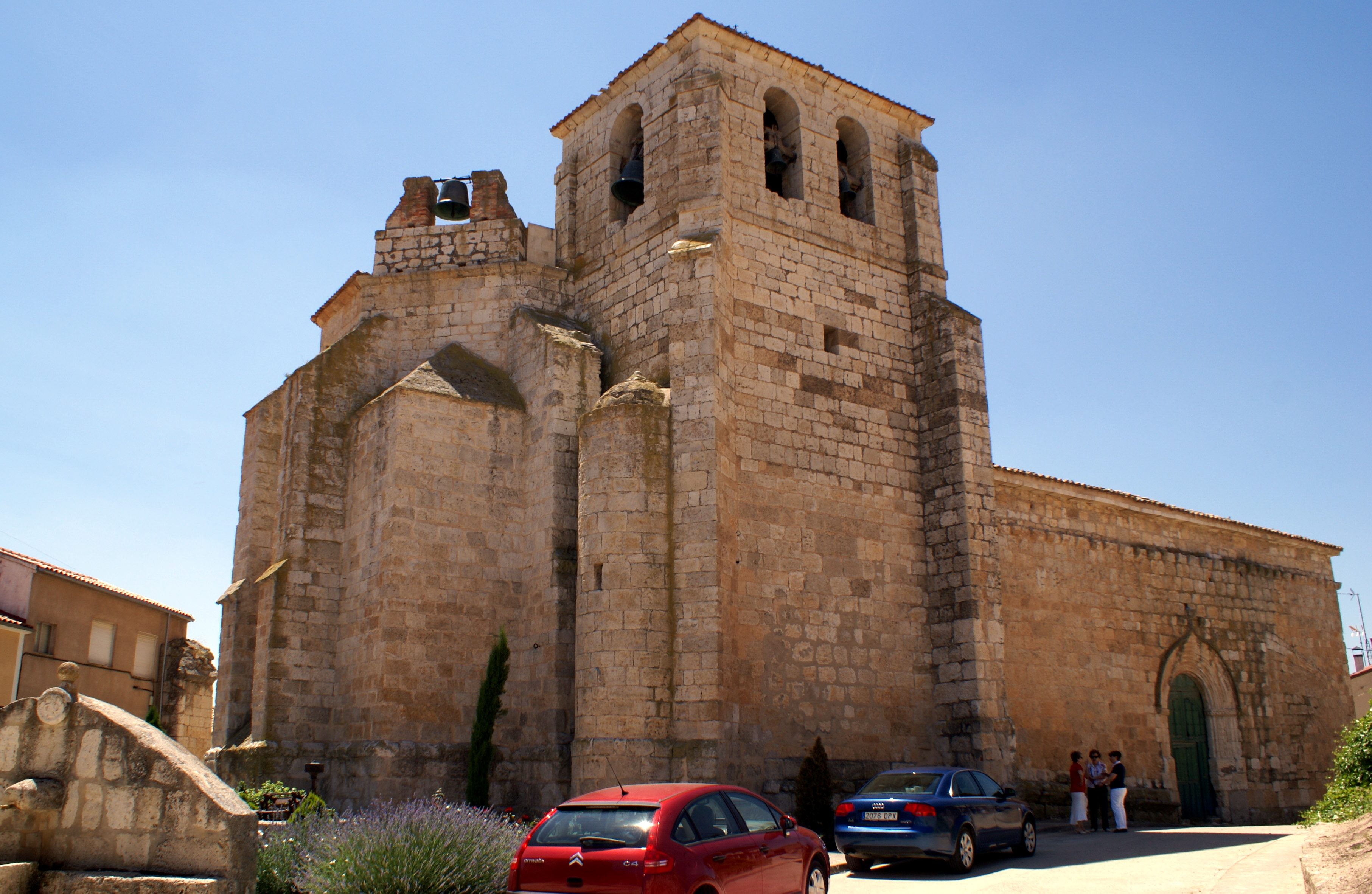
Église Santa Maria.
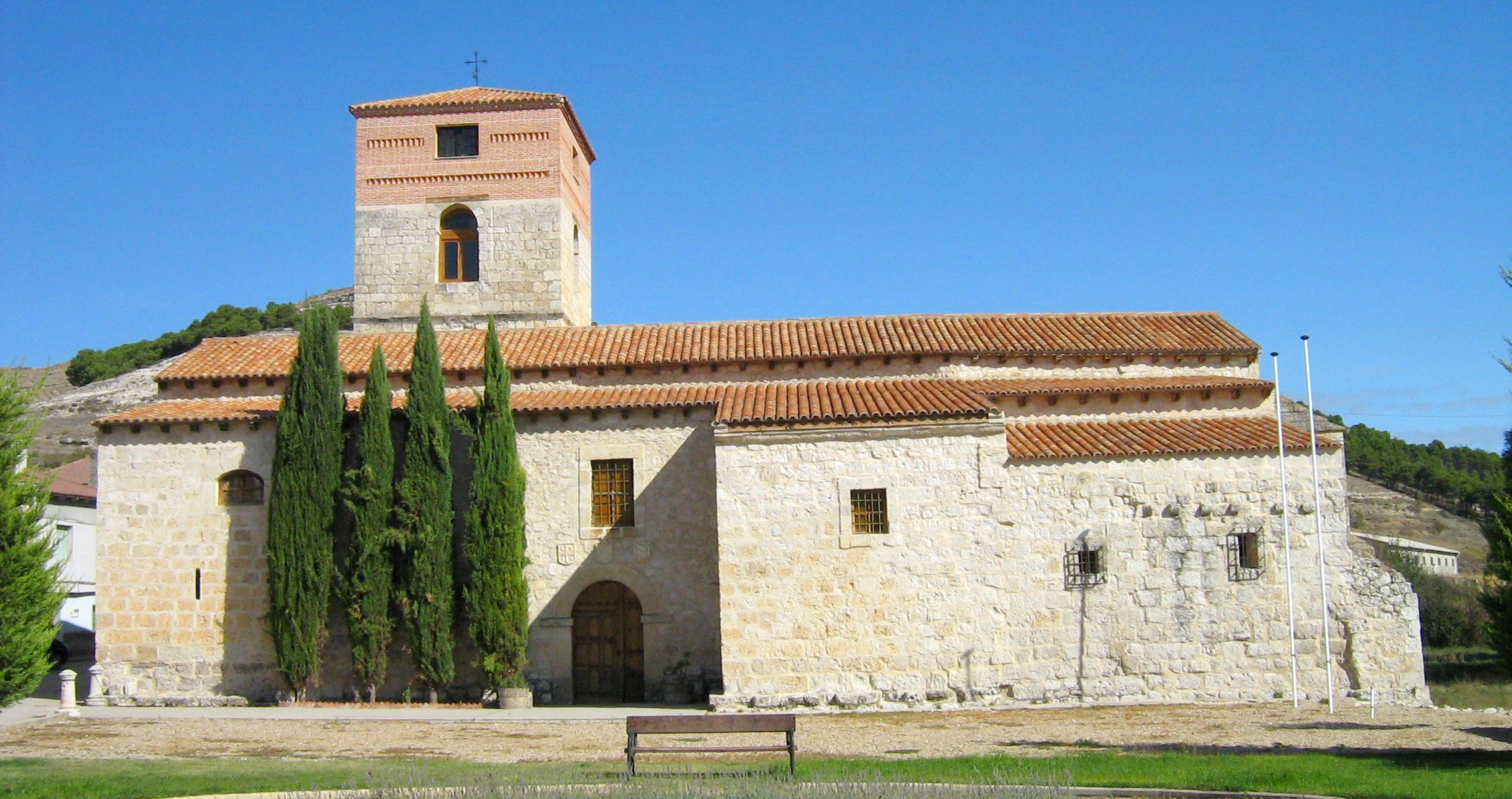
Église San Martín.
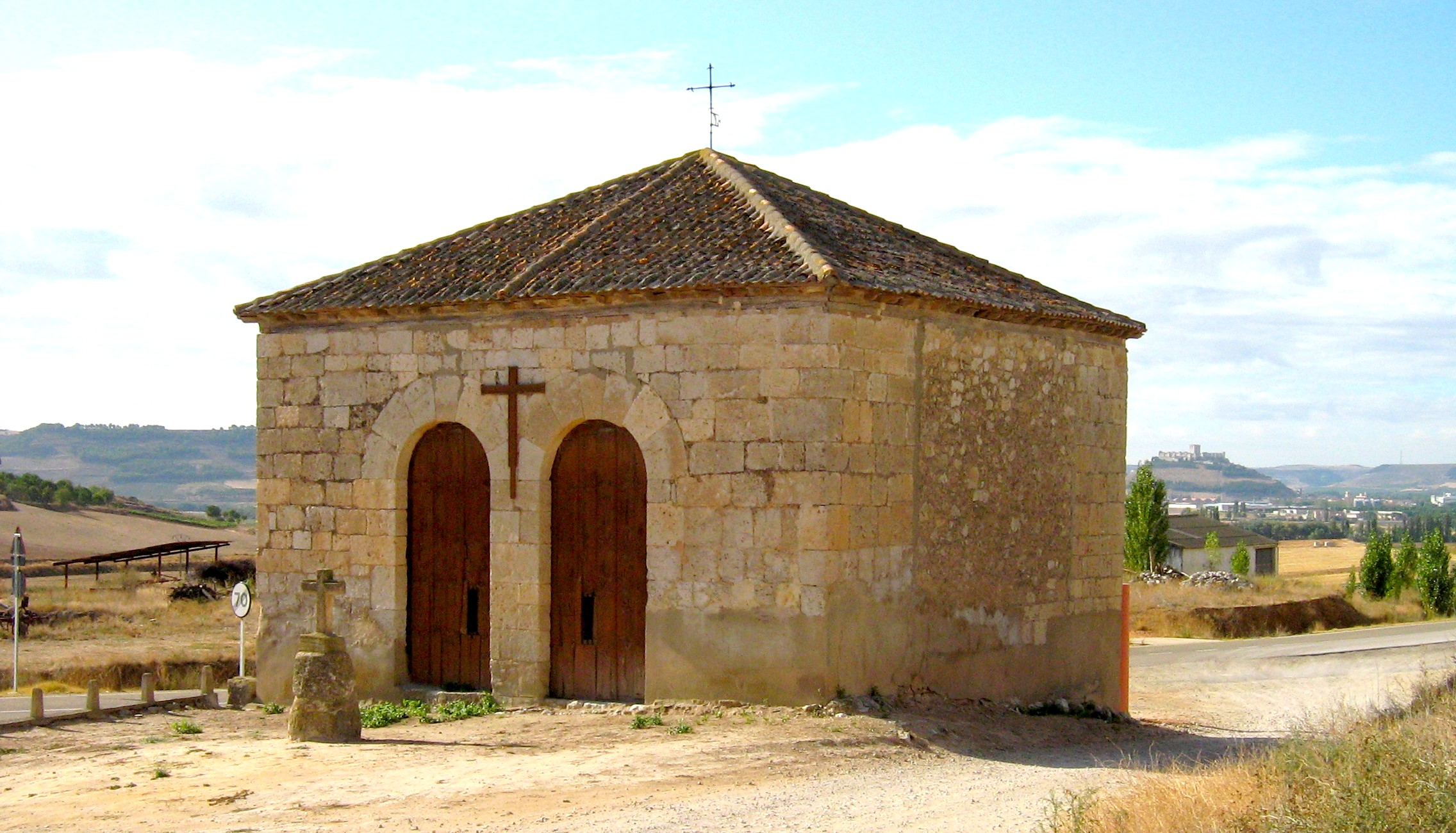
Chapelle del Santo Cristo.

### Patrimoine militaire
- Château de Curiel de Duero (es).
- Muraille (es).

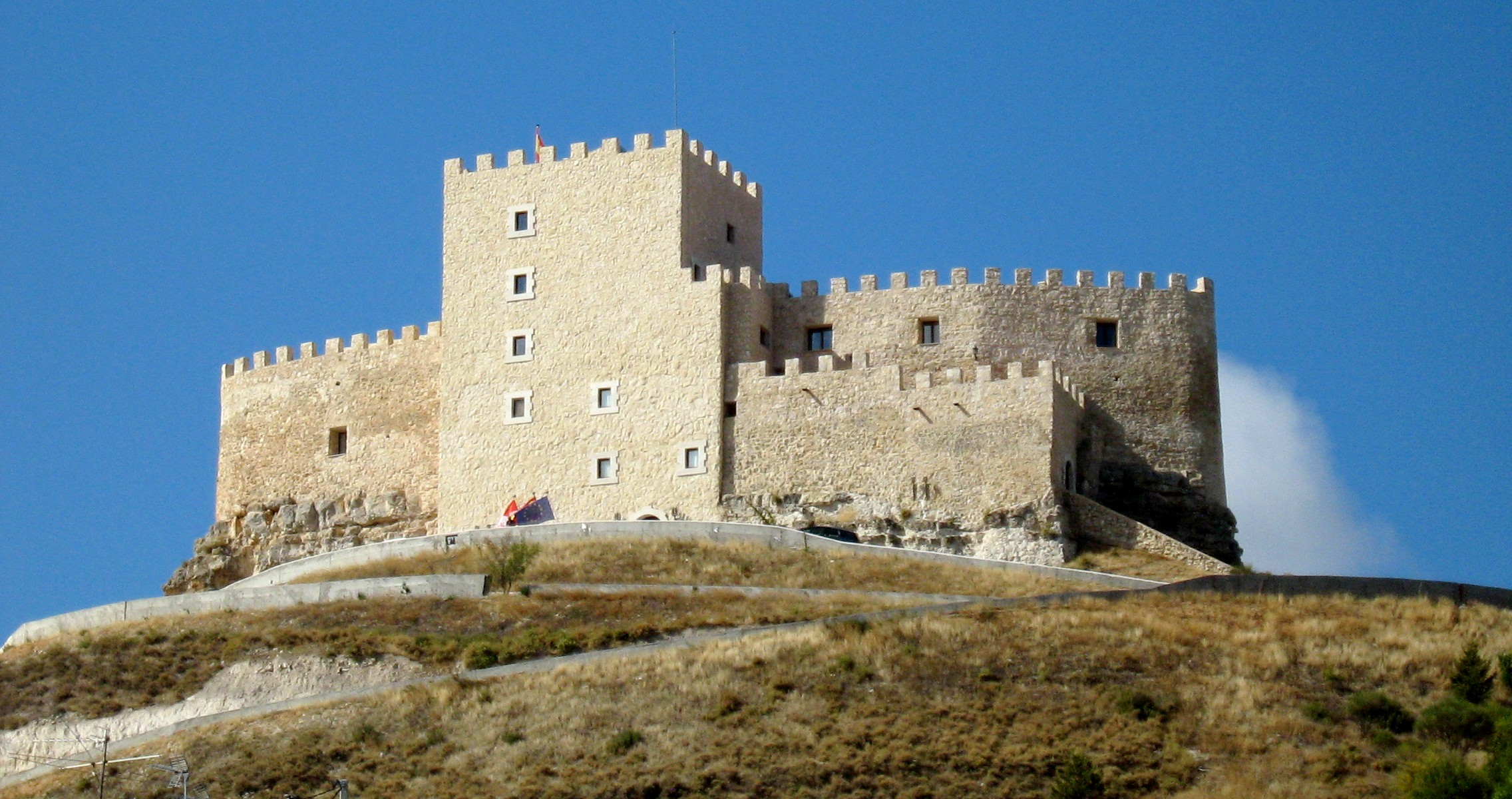
Château de Curiel de Duero.
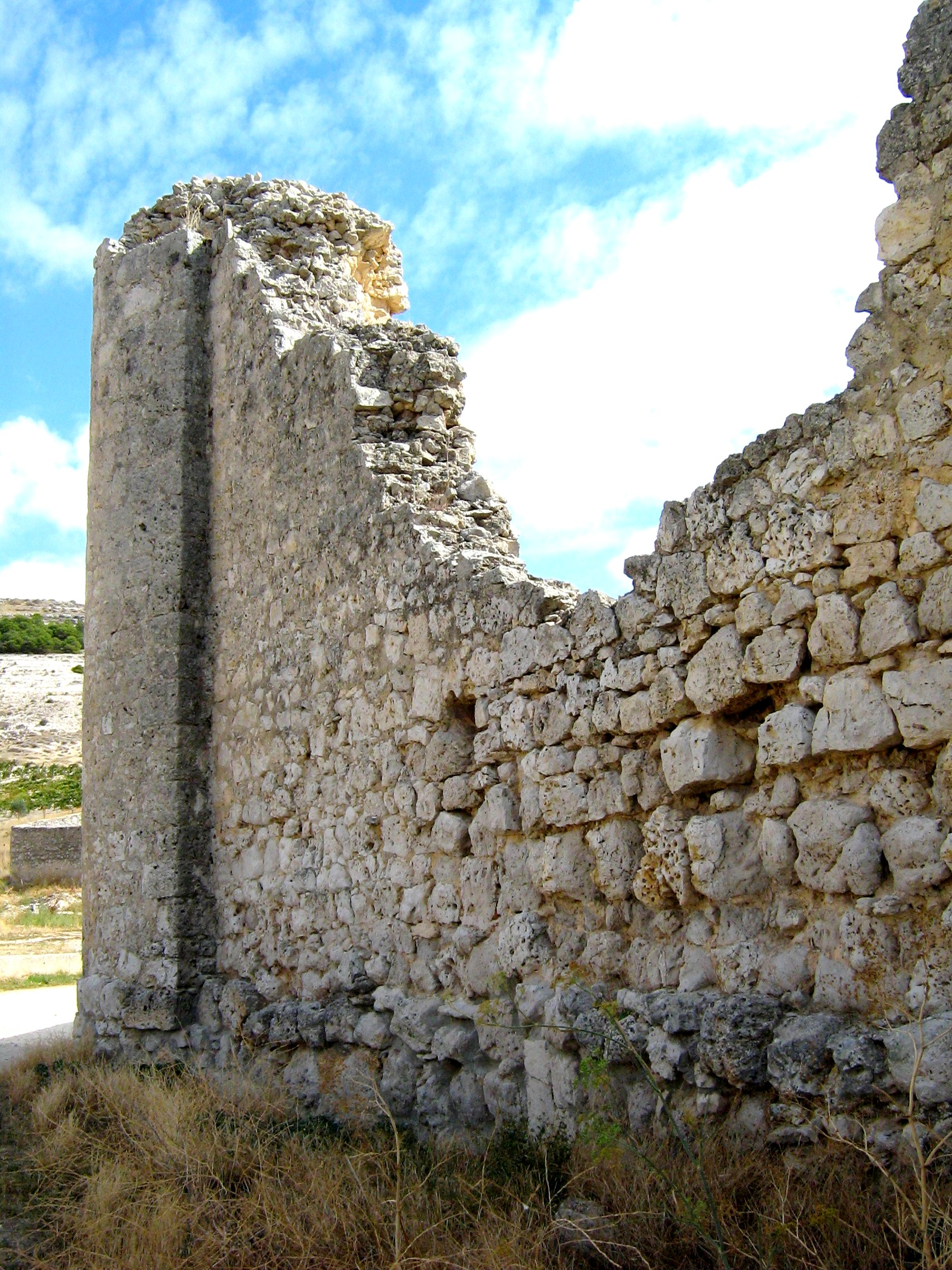
Muraille.
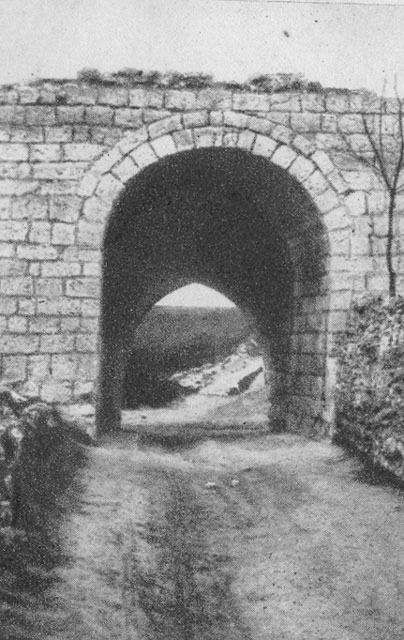
Entrée de la localité par la muraille. Fondation Joaquín Díaz.

### Patrimoine civil
- Palais de los Zuñiga (es).
- Rollo de Justicia.
- Musée "Escuela del Ayer".
- Musée ethnographique.

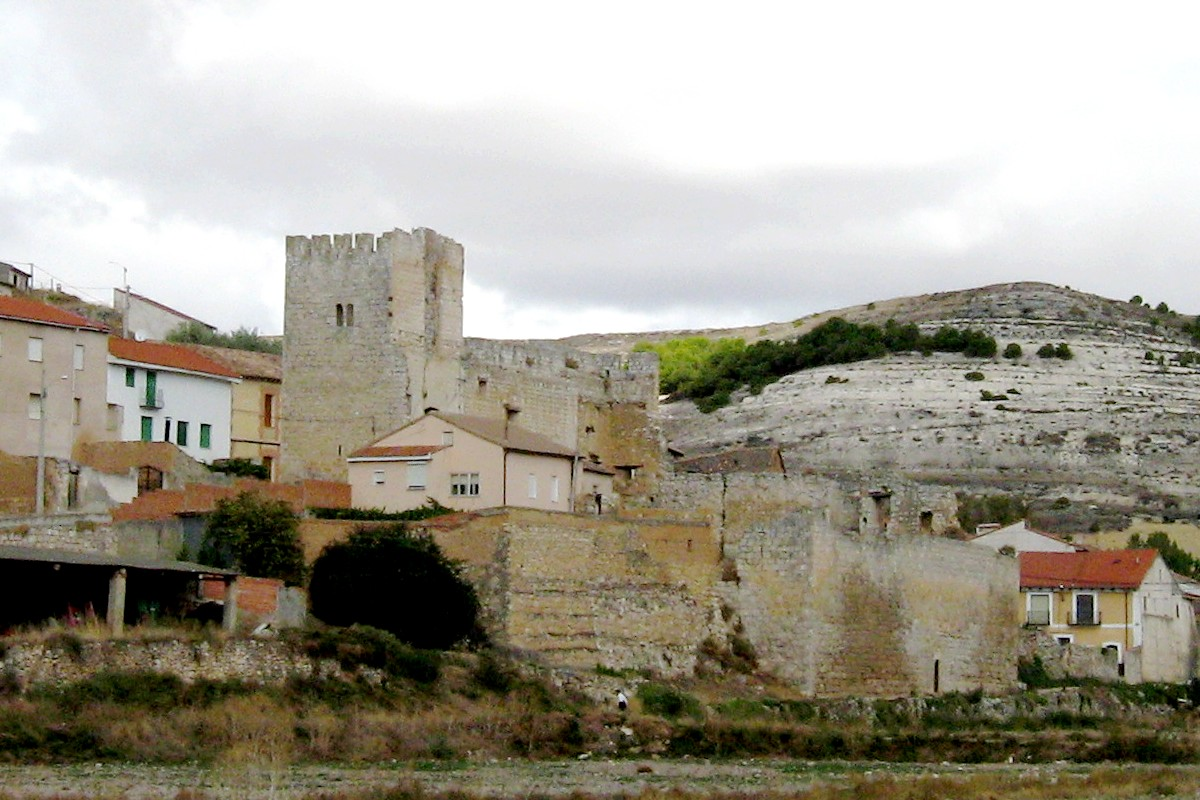
Palais de los Zuñiga.
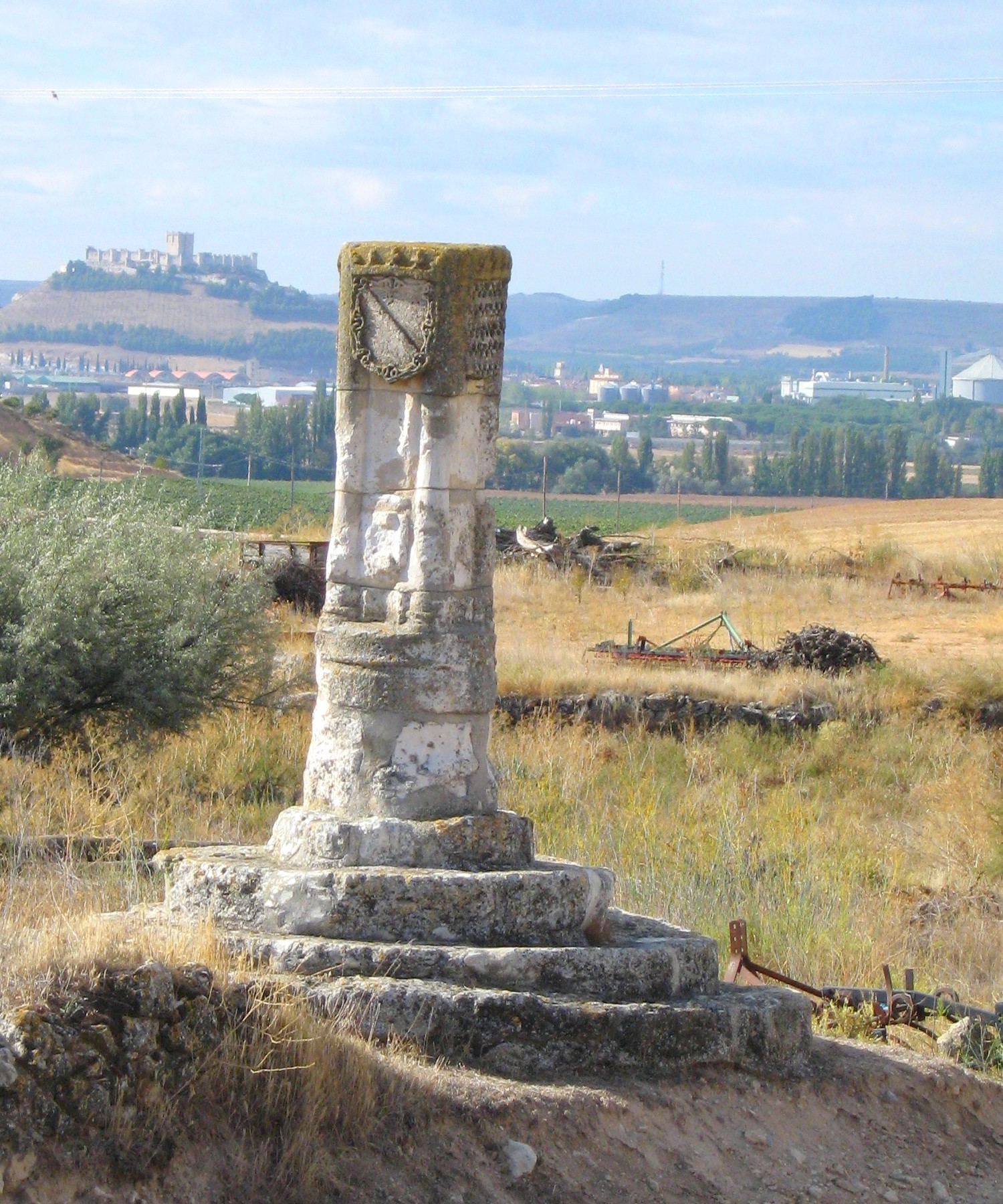
Rollo de Justicia.
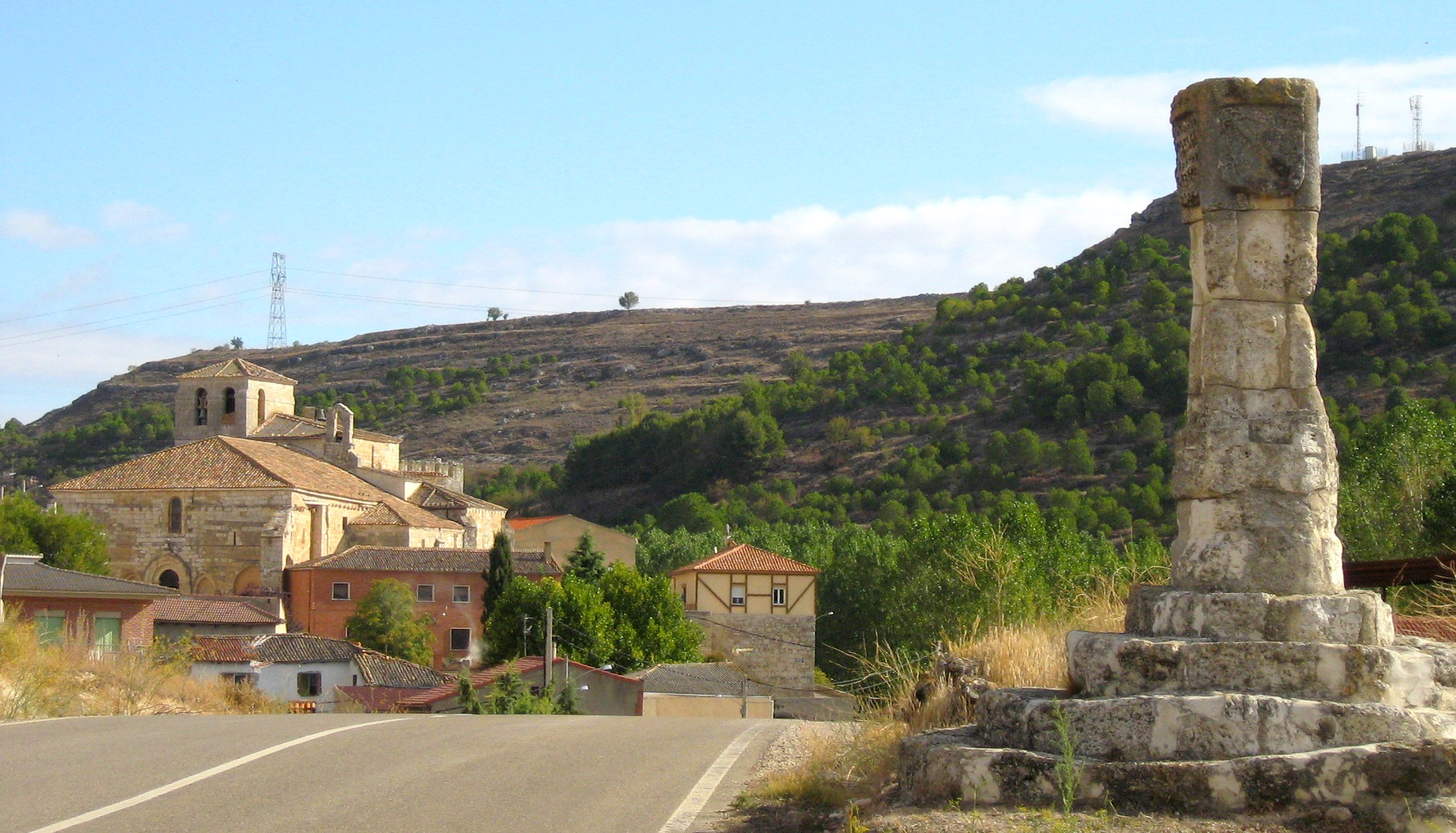
Église Santa Maria et le rollo.